# أوسشيري
أوسشيري، (بالإنجليزية: Oschiri)‏، (سردينيا: Óscheri) هي بلدية، وأسقفية سابقة في مقاطعة ساساري، في المنطقة الإيطالية سردينيا، وتقع على بعد حوالي 170 كم (110 ميل) إلى الشمال من كالياري، وحوالي 40 كم جنوب غرب أولبيا.

## السكان
في سنة 1861 بلغ عدد السكان 2٬264 نسمة، وتطور العدد ليصل في سنة 2011 لـ 3٬436 نسمة.
يظهر هذا المخطط البياني تطور النمو السكاني لـ أوسشيري